# لوطساوية
اللوطساوية (الاسم العلمي:Loteae) هي قبيلة نباتية تتبع الفصيلة البقولية من رتبة الفوليات.

## أجناس
- لوطس
- حدوة الحصان